# 岩崎政志
岩崎 政志（いわさき まさし）はイラストレーター。山口県美祢市出身。大阪芸術大学デザイン科卒。
デザイン会社に勤めるが退社、その後フリーとなる。おもにコンピューターグラフィックを得意とする作家である。日本出版美術家連盟会員、e-space会員。東京都在住。

## 経歴
- 株式会社アートバンク「日本のイラストレーター1000人」
- MdN2000年1月号
- 日経新聞「プラス1」に紹介
- 青山まつり青山デザインアワード2001一般審査賞受賞
- 電通ギャラリーで個展、ペーターズギャラリー、YAMAWAKIギャラリー等でグループ展。